# Florencio Palomo Valencia
Florencio Palomo Valencia (Mérida, Yucatán; 20 de septiembre de 1897-Mérida, 11 de noviembre de 1982) fue un ingeniero y político mexicano. Fue gobernador interino de Yucatán por diecinueve meses, del 1 de julio de 1936 al 31 de enero de 1938 cuando entregó el mando del gobierno estatal a Humberto Canto Echeverría. Fue el presidente de México durante el mandato de Palomo Valencia el general Lázaro Cárdenas y se fraguaba entonces el decreto que estableció la reforma agraria y el reparto de las haciendas henequeneras en Yucatán.

## Actividad política
Tras la caída de César Alayola Barrera en el gobierno de Yucatán, lo sustituyó en el cargo a partir del 5 de octubre de 1935 el Fernando López Cárdenas por designación que hiciera el Congreso de Yucatán. Durante la administración de este último se dieron diversos escándalos públicos y hechos sangrientos que perturbaron a la sociedad yucateca. En este contexto fue designado y gobernó el estado durante 19 meses.
Durante el lapso en que fue gobernador se dio una importante visita del presidente Cárdenas al estado de Yucatán como preludio de la reforma agraria que se daría en el estado y que iba a trastocar los equilibrios políticos y sociales de la industria henequenera que era el eje fundamental de la vida social, política y económica en el Yucatán de aquel entonces.
También en 1937 se puso de manifiesto la preocupación gubernamental por organizar los dispersos documentos de la administración yucateca. El filólogo Alfredo Barrera Vázquez presentó entonces un proyecto al gobernador Palomo Valencia para organizar el Archivo General del Estado de Yucatán, que finalmente fue rechazado por la Secretaría de Gobernación del gobierno federal por incluir asesoría extranjera.
Por las pugnas que entonces se daban en torno a la industria henequenera, los meses de su administración giraron en torno a esa problemática, a la expectativa de una reforma integral que resolviera los problemas de miseria en el campo y a la sucesión gubernamental en el estado que también se anunciaba. Durante su gestión y por su iniciativa fue realizado un estudio detallado de la situación y del historial de la Comisión Reguladora del Mercado del Henequén de 1918 hasta 1937 por parte de Graciano Ricalde quien sometió tal estudio al gobernador el 24 de noviembre de 1937.
Al término de su mandato, fue elegido senador de la república a la XXXVIII y a la XXXIX Legislatura del Congreso de la Unión de México.